# Pierre Sandrier
Pierre Sandrier, francoski general, * 1885, † 1955.